# 斯莫尔尼宫

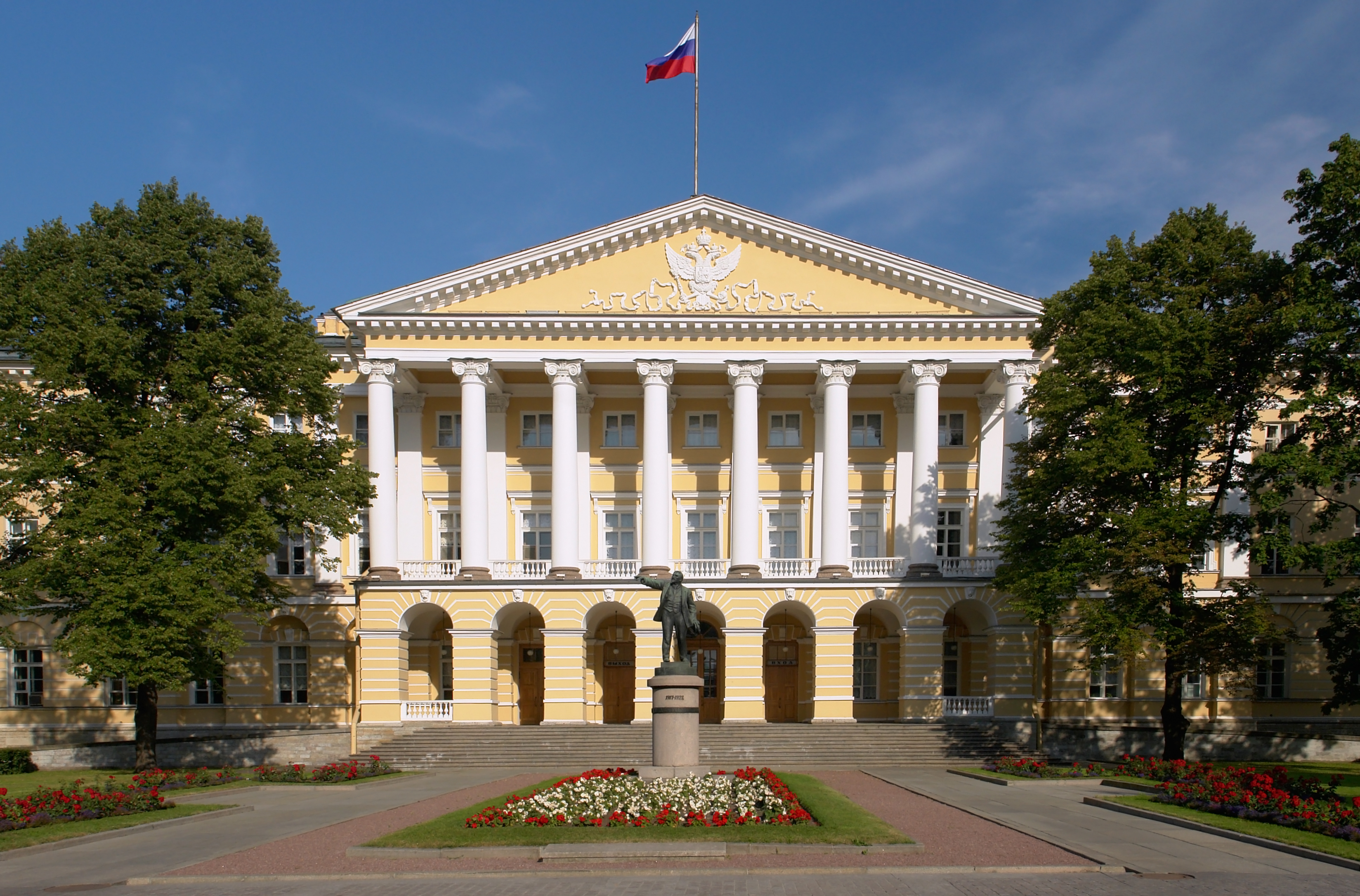
一尊列宁像立于现今斯莫尔尼宫正面

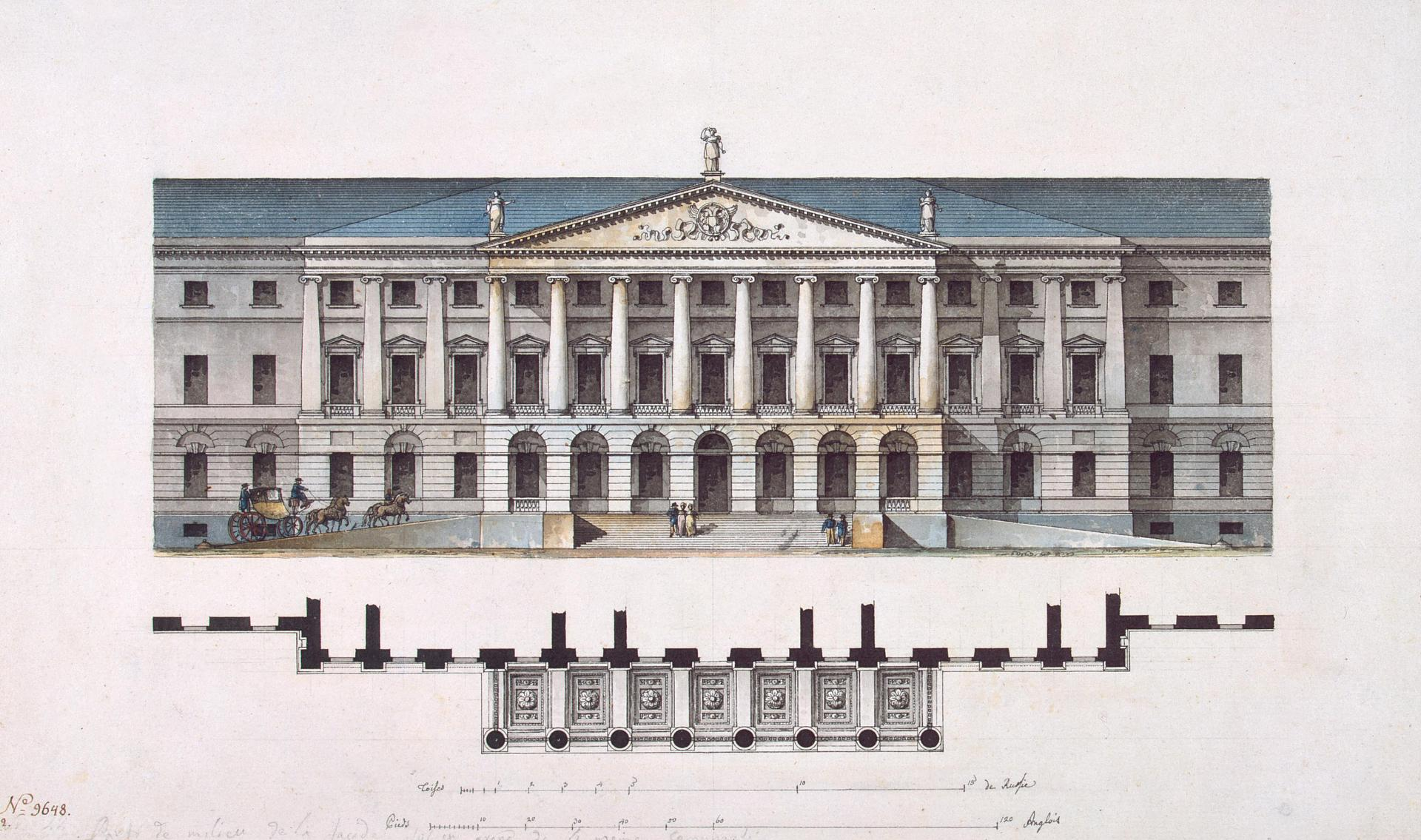
贾科莫·夸伦吉最初的设计（1806年）

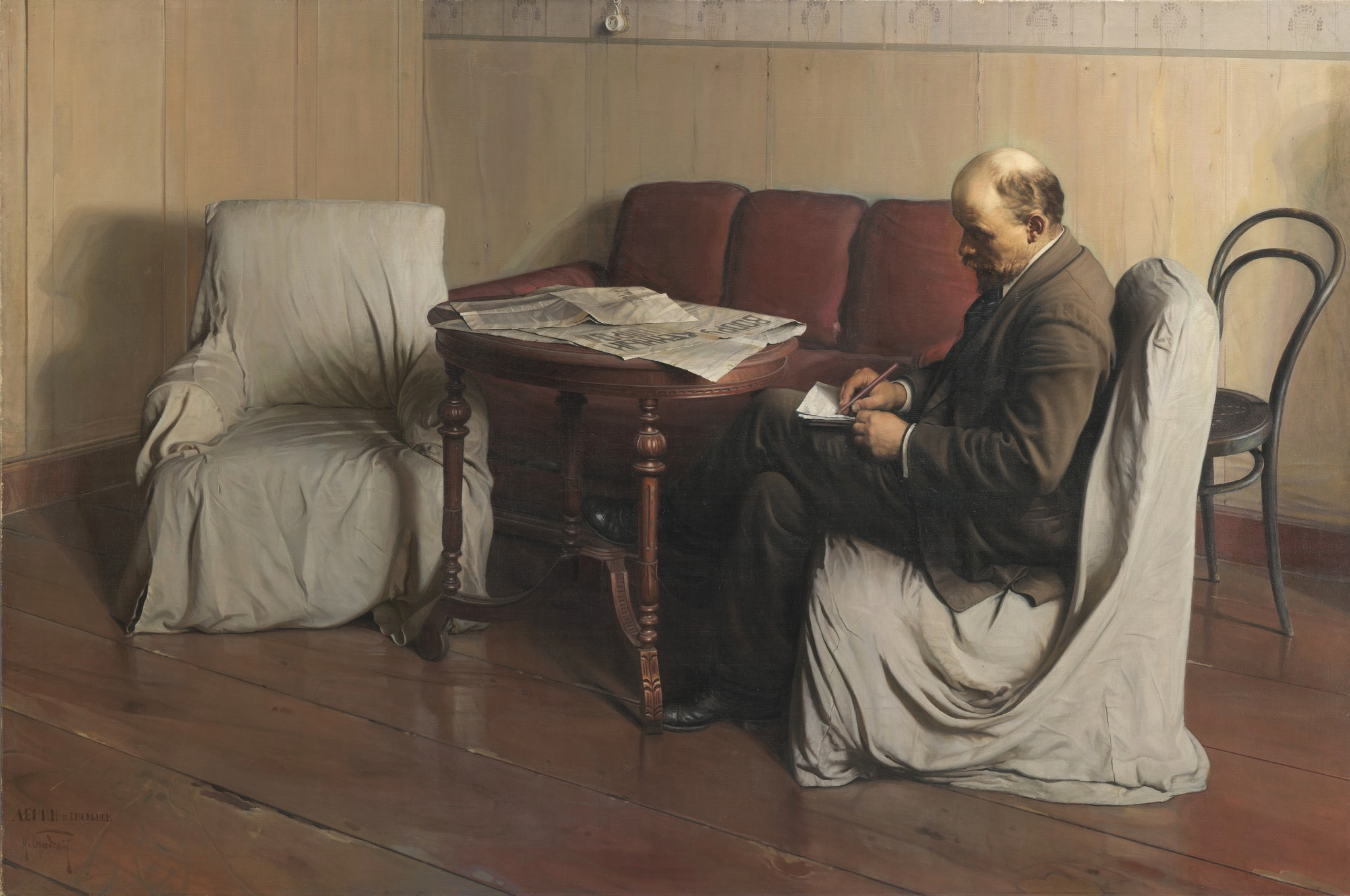
油画：列宁在斯莫尔尼宫

斯莫尔尼宫（俄语：Смольный институт），位于圣彼得堡东北部，涅瓦河转弯处，是一座三层建筑，始建于1806—1808年，是俄罗斯贵族女子教育学会指派贾科莫·夸伦吉（Giacomo Quarenghi）设计建造，作为斯莫尔尼贵族女子学院的校舍。斯莫尔尼宫得名于邻近的斯莫尔尼修道院，初建时此地被一家沥青厂包括在内（“斯莫尔尼”一词在俄语意为“沥青”）。斯莫尔尼宫整体色彩和叶卡捷琳娜宫一致，也是蓝白相间的，是帕拉第奥式风格和俄罗斯风格的融合，相当具有代表性。在俄国的十月革命中成为革命的指挥中枢，1917年11月至1918年3月，列宁曾在宫中办公。之后成为当地共产党党部驻地。20世纪60年代增建了8根圆柱和7座拱形门廊。现为圣彼得堡市长办公地。
59°56′47″N 30°23′47″E / 59.94639°N 30.39639°E